# ワールド・ダーツ・フェデレイション
ワールド・ダーツ・フェデレイション （World Darts Federation［WDF］、世界ダーツ連盟）は、ダーツの国際競技連盟の1つである。GAISFの加盟団体にもなっている。
1976年、14カ国の代表により組織された。
全ての国々にあるダーツの公式的な国内競技連盟であれば、会員資格に制限はない、としている。
公用語は、英語であり、公式通貨は、USドルである。

## 会員
以下は、会員となっている国内競技連盟のある国の一覧である (70会員) 。
イギリスにおいては、ブリティッシュ・ダーツ・オーガナイゼイション (BDO) と、イングランド、ウェールズ、スコットランド、北アイルランドにおけるそれぞれの団体が、加入している。
ただし、プロフェッショナル・ダーツ・コーポレイション (PDC) は、加入していない。
| - オーストラリア - オーストリア - バハマ - バルバドス - ベルギー - ベリーズ - バミューダ諸島 - ボツワナ - ブラジル - BDO - ブルネイ - ブルガリア | - カナダ - ケイマン諸島 - キプロス - チェコ - デンマーク - イングランド - エストニア - フィンランド - フランス - ドイツ - ジブラルタル - ギリシャ | - ガイアナ - 香港 - ハンガリー - アイスランド - インド - イラン - マン島 - イタリア - ジャマイカ - 日本 - ケニア - 韓国 | - ラトビア - リトアニア - ルクセンブルク - マレーシア - マルタ - オランダ - ニュージーランド - 北アイルランド - ネパール - ノルウェイ - パキスタン - フィリピン | - ポーランド - ポルトガル - アイルランド - ルーマニア - ロシア - スコットランド - セルビア - シンガポール - スロヴァキア - スロヴェニア - 南アフリカ共和国 - スペイン | - セントルシア - スウェーデン - スイス - トリニダード・トバゴ - トルコ - タークス・カイコス諸島 - アメリカ合衆国 - ウェールズ |

## 主なトーナメント
WDFのトーナメントは、WDFが開催するカップ (cup) のつくイヴェントと、会員が開催するイヴェントから、成り立っている。
これらのイヴェントは、主要なものは順に、プラチナ、ゴールド、シルバー、ブロンズというカテゴリに分類されており、メジャーと呼ばれるイヴェントもこれらのカテゴリに分類される。
なお、上位のトーナメントが、必ずしも下位のものより賞金が高いとは限らない。
以下は、WDFのメジャーとプラチナ、そしてゴールドのトーナメントである。

### メジャー
| トーナメント                                      | 初開催 | 参加者 | 現チャンピオン       | 賞金総額 |
| ------------------------------------------------- | ------ | ------ | -------------------- | -------- |
| WDF ワールド・ダーツ・チャンピオンシップ 男子     | 2022年 | 48     | ニール・ダフ         | £200,000 |
| WDF ワールド・ダーツ・チャンピオンシップ 女子     | 2022年 | 24     | ボー・グリーブ       | £87,500  |
| WDF ワールド・ダーツ・チャンピオンシップ ボーイズ | 2022年 | 4      | ブラッドリー・ローズ | £9,500   |
| WDF ワールド・ダーツ・チャンピオンシップ ガールズ | 2022年 | 2      | エレノア・ケアンズ   | £3,000   |
| ワールド・マスターズ 男子                         | 1974年 | 291    | ウェスリー・プレジエ | €35,000  |
| ワールド・マスターズ 女子                         | 1982年 | 186    | ボー・グリーブ       | €15,000  |
| ワールド・マスターズ ボーイズ                     | 1999年 | 86     | ルーク・リトラー     | €1,280   |
| ワールド・マスターズ ガールズ                     | 1999年 | 33     | ペイジ・ポーリング   | €515     |

### プラチナ (メジャー除く)
| トーナメント                        | 初開催 | 参加者 | 現チャンピオン           | 賞金総額     |
| ----------------------------------- | ------ | ------ | ------------------------ | ------------ |
| オランダオープン 男子               | 1973年 | 64     | ベリー・ヴァン・ペール   | 不明         |
| オランダオープン 女子               | 1973年 | 64     | アイリーン・デ・グラーフ | 不明         |
| オーストラリアンダーツオープン 男子 | 2019年 | 24     | アンディ・ベイテンス     | 35,000豪ドル |
| オーストラリアンダーツオープン 女子 | 2019年 | 12     | リサ・アシュトン         | 15,000豪ドル |

### ゴールド (メジャー除く)
| トーナメント                          | 初開催 | 参加者 | 現チャンピオン                 | 賞金総額    |
| ------------------------------------- | ------ | ------ | ------------------------------ | ----------- |
| サウスオーストラリアンクラシック 男子 | 2023年 | 32     | カイ・スミス                   | 9,485豪ドル |
| サウスオーストラリアンクラシック 女子 | 2023年 | 8      | アマンダ・ロック               | 6,540豪ドル |
| 国際ユースチャレンジウィーン ユース   | 2019年 | 32     | ヨリック・ホフケンス           | 不明        |
| 国際ユースチャレンジウィーン ガールズ | 2019年 | 8      | オーロラ・フォチェサート       | 不明        |
| ベルギーオープン ユース               | 2012年 | 16     | シドニー・ド・フリース         | 不明        |
| ベルギーオープン ガールズ             | 2012年 | 4      | ペイジ・ポーリング             | 不明        |
| デンマークオープン 男子               | 1974年 | 64     | アンディ・ベイテンス           | DDK 84,800  |
| デンマークオープン 女子               | 1976年 | 32     | ノア＝リン・ファン・ルーベン   | DDK 36,400  |
| イングランドクラシック 男子           | 2009年 | 64     | ロバート・オーウェン           | £10,905     |
| イングランドクラシック 女子           | 2009年 | 32     | ボー・グリーブ                 | £4,790      |
| アイリッシュオープン 男子             | 2008年 | 64     | ジェレ・クラーセン             | €16,080     |
| アイリッシュオープン 女子             | 2008年 | 32     | ボー・グリーブ                 | €7,040      |
| オランダオープン ユース               | 1997年 | 32     | シドニー・ド・フリース         | 不明        |
| オランダオープン ガールズ             | 1997年 | 8      | ソフィー・マッキンレー         | 不明        |
| ワールドオープン ユース               | 2022年 | 32     | キーラン・トンプソン           | €500        |
| ワールドオープン ガールズ             | 2022年 | 8      | ペイジ・ポーリング             | €355        |
| ニュージーランドオープン 男子         | 1981年 | 64     | ハウパイ・プハ                 | NZ$10,340   |
| ニュージーランドオープン 女子         | 1990年 | 32     | メアリー・アン・テイナキ       | NZ$4,520    |
| ニュージーランドオープン ユース       | 2023年 | 32     | ハンター・アイルズ             | NZ$930      |
| ニュージーランドオープン ガールズ     | 2023年 | 16     | アリーヤ・タウカモ・ポヒオ     | NZ$930      |
| イジェフスクオープン ユース           | 2019年 | 32     | ニキータ・コズロフ             | 不明        |
| イジェフスクオープン ガールズ         | 2019年 | 16     | クセニア・クロチェク           | 不明        |
| ノヴゴロドカップ ユース               | 2013年 | 32     | ティムール・トゥチヴァトゥリン | 不明        |
| ノヴゴロドカップ ガールズ             | 2013年 | 16     | クセニア・クロチェク           | 不明        |
| ヤングスターズオブダーツ ユース       | 2018年 | 32     | ダニス・ガイシン               | 不明        |
| ヤングスターズオブダーツ ガールズ     | 2018年 | 16     | クセニア・クロチェク           | 不明        |
| スロバキアオープン ユース             | 2018年 | 16     | アンドラーシュ・ボルベリー     | 不明        |
| スロバキアオープン ガールズ           | 2019年 | 4      | ペイジ・ポーリング             | 不明        |

## テレビ放送
現在のテレビ放送されるWDFのトーナメントは、BDOだけではもちろん、WDF全体で見ても、PDCに比べて少ない。
しかし、イギリスにおいては、ワールド・チャンピオンシップは、地上波のしかも公共放送であるBBCによって放送されていることもあり、PDCのものより多くの視聴数を獲得している。
また、BBC Twoの他の番組と比べた週間順位 でも、上位に入っている年が多い。

### 現在放送しているトーナメント
- Lakeside ワールド・プロフェッショナル・ダーツ・チャンピオンシップス (BBC)
- Winmau ワールド・マスターズ (BBC)
- ダッチ・オープン (SBS 6)

### 過去に放送していたトーナメント
1989年より前は、現在とは異なり、多くのトーナメントが、テレビ放送されていた。
この中には、現在も続くものも、終了したものも存在するが、テレビ放送の中止を受けて、トーナメントそのものが終了となったものも少なくない。
中には、PDCのプレイヤーが参加しなくなったことで、トーナメントのテレビ放送が終了したものもある。

#### 現在も存続するトーナメント
- WDF ワールド・カップ (ITV)
- ブリティッシュ・オープン (BBC)
- WDF ヨーロッパ・カップ (ITV)

#### 終了したトーナメント
話題となるものを抜粋して紹介する。
- MFI ワールド・マッチプレイ[5] (ITV)
- Topic インターナショナル・ダーツ・リーグ[6] (SBS 6)
- Bullit ワールド・ダーツ・トロフィー[6] (SBS 6)

## ランキング
WDFには、プレイヤーの活躍を示すランキングが存在する。
BDOも独自のランキング・システムを持ち、WDFのものとは異なる。

### システム
WDFのランキングは、現在の活躍による順位を示すものである (毎年、誰が1番活躍したかを決めるようなものではない) 。
対象は、過去12カ月であり、それ以前のものは失効となる。
WDFのトーナメントには、ランキングに反映されるトーナメントと反映されないトーナメントが存在し、ランキングに反映されるトーナメントでは、その順位により、ポイントが獲得できる。
このポイントの合計が高い順に、ランクが決定される。
ポイントが獲得できるのは、プラチナ、ゴールド、シルバー、ブロンズの4つのカテゴリに属するトーナメントであり、獲得できるポイントは、それぞれ異なる。
例えば、優勝した場合、それぞれ、270、180、90、45のポイントが獲得できる。
ポイントが高いプラチナやゴールドのトーナメントは、#主なトーナメントを参照。

### ポイント表
|          | プラチナ | ゴールド | シルバー | ブロンズ |
| -------- | -------- | -------- | -------- | -------- |
| 優勝     | 270      | 180      | 90       | 45       |
| 準優勝   | 167      | 111      | 56       | 28       |
| ラスト4  | 103      | 68       | 34       | 17       |
| ラスト8  | 64       | 43       | 21       | 11       |
| ラスト16 | 39       | 26       | 13       | 6        |
| ラスト32 | 26       | 17       | 9        | -        |
| ラスト64 | 13       | 9        | -        | -        |

### 現在のランキング
以下のランキングは、2024年2月21日現在のものである。

#### 男子
| 順位 | 選手                     | ポイント |
| ---- | ------------------------ | -------- |
| 1    | ニール・ダフ             | 1123     |
| 2    | ウェスリー・プレジエ     | 906      |
| 3    | ベン・ロブ               | 765      |
| 4    | アレクサンダー・メルクス | 678      |
| 5    | カイ・ファン・レオン     | 641      |
| 6    | マーク・バリリ           | 626      |
| 7    | ダレン・ジョンソン       | 590      |
| 8    | ピーター・マチン         | 576      |
| 9    | マーティン・ターナー     | 572      |
| 10   | レナード・ゲイツ         | 567      |

#### 女子
| 順位 | 選手                           | ポイント |
| ---- | ------------------------------ | -------- |
| 1    | ボー・グリーブ                 | 2867     |
| 2    | アイリーン・デ・グラーフ       | 1786     |
| 3    | リアン・オサリバン             | 1380     |
| 4    | デタ・ヘッドマン               | 1333     |
| 5    | リサ・アシュトン               | 1247     |
| 6    | ノア＝リン・ヴァン・ルーヴェン | 1019     |
| 7    | ウェンディ・ハーパー           | 969      |
| 8    | アレッタ・ワジャー             | 963      |
| 9    | カースティ・ハッチンソン       | 928      |
| 10   | キム・ミッチェル               | 922      |

#### ボーイズ
| 順位 | 選手                 | ポイント |
| ---- | -------------------- | -------- |
| 1    | ルーカス・ジェンセン | 418      |
| 2    | ゾンボル・バラニー   | 410      |
| 3    | バラズ・ショタク     | 398      |
| 4    | ミッチェル・ガルビー | 321      |
| 5    | ダニエル・ソーカ     | 319      |
| 6    | エイダン・オハラ     | 291      |
| 7    | マティアシュ・レホン | 290      |
| 8    | ハンター・アイルズ   | 281      |
| 9    | ヨリック・ホフケンス | 270      |
| 10   | ロバート・ヴァダス   | 256      |

#### ガールズ
| 順位 | 選手                     | ポイント |
| ---- | ------------------------ | -------- |
| 1    | ペイジ・ポーリング       | 1350     |
| 2    | ソフィー・マッキンレー   | 1031     |
| 3    | クリスティナ・トゥライ   | 830      |
| 4    | オーロラ・フォチェサート | 360      |
| 5    | ハンナ・マルタ・ラバコジ | 292      |
| 6    | テイラー・ファレル       | 270      |
| 7    | ブリアナ・ピケット       | 264      |
| 8    | ジャナ・レイズ           | 257      |
| 9    | ジェマ・スペンス         | 248      |
| 10   | ビビアナ・ブギロワ       | 248      |

現在のランキングは、以下を参照。
- WDF World Rankings: Men 男子ランキング
- WDF World Rankings: Details Men 男子ランキング詳細
- WDF World Rankings: Women 女子ランキング
- WDF World Rankings: Details Women 女子ランキング詳細

### 過去のWDF No. 1s
以下は、WDFのランキングにおいて、年末に1位だったプレイヤーである。
| 年   | 男子                               | 女子                         |
| ---- | ---------------------------------- | ---------------------------- |
| 1976 | アラン・エヴァンス                 | -                            |
| 1977 | ジョン・ロウ                       | -                            |
| 1978 | レイトン・リース                   | -                            |
| 1979 | ジョン・ロウ                       | -                            |
| 1980 | エリック・ブリストウ               | -                            |
| 1981 | エリック・ブリストウ               | -                            |
| 1982 | ジョッキー・ウィルソン             | -                            |
| 1983 | エリック・ブリストウ               | -                            |
| 1984 | エリック・ブリストウ               | サンディ・レイタン           |
| 1985 | エリック・ブリストウ               | リリアン・バーネット         |
| 1986 | ジョン・ロウ                       | リンダ・ベァトゥン           |
| 1987 | ボブ・アンダーソン                 | マーリット・ファーゲルホルム |
| 1988 | ジョン・ロウ                       | ジェイン・ケンプスター       |
| 1989 | ボブ・アンダーソン                 | シャロン・コルクロー         |
| 1990 | エリック・ブリストウ               | シャロン・コルクロー         |
| 1991 | フィル・テイラー                   | シャロン・コルクロー         |
| 1992 | ロッド・ハリントン                 | マンディー・ソロモンズ       |
| 1993 | レオ・ローレンス                   | マンディー・ソロモンズ       |
| 1994 | スティーブ・ビートン               | デタ・ヘッドマン             |
| 1995 | リッチー・バーネット               | デタ・ヘッドマン             |
| 1996 | マーティン・アダムズ               | デタ・ヘッドマン             |
| 1997 | マーティン・アダムズ               | デタ・ヘッドマン             |
| 1998 | ロニー・バクスター                 | フランシス・フーンセラール   |
| 1999 | レイモンド・ファン・バルネフェルト | トリナ・ガリバー             |
| 2000 | レイモンド・ファン・バルネフェルト | トリナ・ガリバー             |
| 2001 | マーヴィン・キング                 | トリナ・ガリバー             |
| 2002 | ジョン・ウォルトン                 | トリナ・ガリバー             |
| 2003 | マーティン・アダムズ               | フランシス・フーンセラール   |
| 2004 | レイモンド・ファン・バルネフェルト | トリナ・ガリバー             |
| 2005 | レイモンド・ファン・バルネフェルト | トリナ・ガリバー             |
| 2006 | マーティン・アダムズ               | トリナ・ガリバー             |
| 2007 | ゲイリー・アンダーソン             | トリナ・ガリバー             |
| 2008 | スコット・ウェイツ                 | フランシス・フーンセラール   |
| 2009 | トニー・オシェイ                   | トリナ・ガリバー             |
| 2010 | マーティン・アダムズ               | デタ・ヘッドマン             |
| 2011 | スコット・ウェイツ                 | デタ・ヘッドマン             |
| 2012 | スティーブン・バンティング         | デタ・ヘッドマン             |
| 2013 | ジェームズ・ウィルソン             | デタ・ヘッドマン             |
| 2014 | アラン・ノリス                     | デタ・ヘッドマン             |
| 2015 | ダリウス・ラバナスカス             | デタ・ヘッドマン             |
| 2016 | ダリウス・ラバナスカス             | デタ・ヘッドマン             |
| 2017 | スコット・ミッチェル               | アイリーン・デ・グラーフ     |
| 2018 | ジム・ウィリアムズ                 | デタ・ヘッドマン             |
| 2019 | ニック・ケニー                     | アイリーン・デ・グラーフ     |
| 2020 | ウェイン・ウォーレン               | デタ・ヘッドマン             |
| 2021 | ブライアン・ラマン                 | デタ・ヘッドマン             |
| 2022 | イェレ・クラーセン                 | ボー・グリーブ               |
| 2023 | アンディ・ベイテンス               | ボー・グリーブ               |